# Arabelly Orjuela
Arabelly Orjuela, född 24 juli 1988, är en friidrottare från Colombia. Hon deltog vid olympiska sommarspelen 2012.